# Margrethe Vestager
Margrethe Vestager Hansen (født 13. april 1968 i Glostrup) var fra 2014 til 2024  konkurrencekommissær i EU og tillige fra 2019 også ledende næstformand i Europa-Kommissionen. Hun var i perioden 2007-2014 politisk leder for Det Radikale Venstre samt økonomi- og indenrigsminister 2011-2014. Hun har desuden tidligere været undervisnings- og kirkeminister. Hun overtog posten som politisk leder fra Marianne Jelved den 15. juni 2007. Formand for folketingsgruppen 2007 til 2011.

## Baggrund
Margrethe Vestager er datter af Hans Vestager og Bodil Tybjerg. 

Hun er vokset op i Ølgod.
Hun var den ældste blandt fire søskende, og forældrene var aktive i det Radikale Venstre.
Faren var opstillet til Folketinget i flere omgange og opnåede i 2012 at blive midlertidig medlem.
Margrethe Vestager blev student fra Varde Gymnasium i 1986 og cand.polit. fra Københavns Universitet i 1993.
Hun har været fuldmægtig i Finansministeriet 1993-95, specialkonsulent i Økonomistyrelsen 1995-97 og sekretariatschef samme sted 1997-98.

Margrethe Vestager var medlem af bestyrelsen for ID-Sparinvest A/S 1996-98. Medlem af VL-gruppe 11. Hun blev den 11. juni 1994 gift med adjunkt Thomas Jensen (født 1966), og sammen har de tre døtre.

## Politiske karriere
Vestager var folketingskandidat for Det Radikale Venstre i Esbjergkredsen fra 1988 og frem til 1992.
I 1989 blev hun medlem af det Radikale Venstres hovedbestyrelse, forretningsudvalg og EU-udvalg.
Hun var redaktør af medlemsbladet Radikal Politik 1990–1991.
I 1991 var hun stagiaire i Europa-Parlamentet for Det Radikale Venstre.
Imellem 1993 og 1997 var hun partiets landsformand,
og da den hidtil yngste landsformand.
Hanne Rasmussen opsummerede hendes arbejde som landsformand med at "det lykkedes hende at forandre posten fra at være rent organisatorisk til en politisk platform", og at hun havde "arbejdet for at styrke medlemsdemokratiet og gøre flere interesseret i at deltage i den politiske debat, bl.a. gennem åbne udvalgsmøder."

### Undervisningsminister og kirkeminister
Vestager genopstillede først igen til Folketinget i 1998 og da i Fredensborgkredsen.
Hun opnåede ikke valg ved Folketingsvalget 1998, men blev efter valget undervisningsminister og kirkeminister i Regeringen Poul Nyrup Rasmussen IV den 23. marts 1998.
Vestager blev den da hidtil yngste kvindelige minister og blev også den første der fødte et barn under ministerperioden.
Hun var kirkeminister frem til den 21. december 2000 og undervisningsminister frem til den 27. november 2001.
Som undervisningsminister ønskede Vestager af samfundsøkonomiske grunde at få de studerende til at begynde tidligere på deres studie og hurtigere igennem.
Hun arbejde blandt andet med forbedring af meritoverførsel, justering af Statens Uddannelsesstøtte og ændring af uddannelsernes organisationsstruktur.

### I opposition
Ved Folketingsvalget 2001 fik hun 2600 personlige stemmer i Hillerødkredsen og 3437 i Fredensborgkredsen
og i alt 8.756 personlige stemmer i Frederiksborg Amtskreds.
Efter valget i 2001 blev Vestager næstformand for Det Radikale Venstres folketingsgruppe og var blandt andet partiets ordfører vedr. uddannelsespolitiske, kommunalpolitiske og politisk-økonomiske spørgsmål.[kilde mangler]
I 2007 skiftede hun valgkreds til Rudersdalkredsen.
Ved Folketingsvalget 2007 blev hun genvalgt til Folketinget, denne gang opstillet i Nordsjællands Storkreds.

### Partileder
Den 15. juni 2007 overtog hun posten som formand for Radikale Venstres folketingsgruppe efter Marianne Jelved.
Hun overtog et problemfyldt parti, hvor de fremtrædende medlemmer Naser Khader og Anders Samuelsen i maj 2007 havde forladt partiet og oprettet Ny Alliance.
Med hendes egne ord overtog hun et "håndværkertilbud".
Som næstformand for folketingsgruppen pegede hun på Morten Østergaard på bekostning af Morten Helveg Petersen.
Vestagers første tid var problemfyldt.
Ved Folketingsvalget 2007 gik partiet tilbage i sådan en grad at det blev betegnet et "katastrofevalg".
Hendes ensidige satsning på et samarbejde med Socialdemokraterne blev kritiseret og hendes beslutning betegnet for egenrådigt.
I en Berlingske kronik i september 2008 kritiserede det Radikale Venstres rets- og kulturordfører Simon Emil Ammitzbøll partiets udlændingepolitik, specielt i forbindelse med 24-årsreglen, tilknytningskravet og et forbud mod muslimske hovedtørklæde for kvindelige dommere, og skrev "det var forræderiet mod denne principfasthed [ifm. 24-årsreglen og tilknytningskravet], som var en af hovedårsagerne til den voldsomme tilbagegang ved efterårets folketingsvalg."
I oktober 2008 forlod Ammitzbøll partiet og udtalte "Jeg har været meget utilfreds med den måde, hvorpå Margrethe Vestager har ledet gruppen".
Vestager var 2010–2011 medlem af Den Trilaterale Kommission.
Under Vestagers lederskab i januar 2010 udgav den Radikale Venstres folketingsgruppe "Genopbygningsplan for dansk økonomi" hvor de blandt andet foreslog en gradvis afvikling af efterlønnen og halveringen af dagpengeperioden.
I maj samme år tilkendegav Vestager at partiet nok ville stemme for den borgerlige regering og Dansk Folkepartis forslag om halveringen af dagpengeperioden.
Ved Folketingsvalget 2011 fik Det Radikale Venstre med Vestager i spidsen en betydelig fremgang.
Hun havde under valgkampen givet Det Konservatives partileder Lars Barfoed håndtryk på at de begge ville arbejde på at bryde blokpolitiken.
Med over 23.000 personlige stemmer fik hun det 8. højeste antal stemmer blandt alle folketingskandidater ved valget.
Efter valget forhandlede hun regeringsgrundlag med Socialdemokraterne og SF, lod partiet indgå i Helle Thorning-Schmidts regering og blev selv udpeget som økonomi- og indenrigsminister.
Til regeringsforhandlingerne med SF og Socialdemokraterne lykkedes det hende at forhandle mange radikale mærkesager ind i regeringsgrundlaget i sådan en grad at hun fik øgenavnet "Margrethe III".
Hendes indflydelse vurderedes til at være så stor at en kommentator mente at Helle Thorning-Schmidt i 2011 var blevet "tacklet og sat under administration af Margrethe Vestager" efter at Thorning-Schmidt måtte overtage de økonomiske reformer som den foregående VK-regering havde gennemført.

### Udnævnelse til EU-kommissær og arbejde som EU-kommissær
Igennem en længere periode havde spekulationer floreret om at Helle Thorning-Schmidt ville forlade statsministerposten i Danmark og indtage en fremtrædende post i EU, men det skete ikke og i stedet blev det sidst i august 2014 overraskende meddelt at Vestager ville blive ny EU-kommissær.
Thorning-Schmidt så frem til en "tung" kommissærpost til Vestager,
og hun blev da også kandidat til posten som konkurrencekommissær.
Morten Østergaard overtog udramatisk både Vestagers rolle som partileder og hendes post som økonomi- og indenrigsminister.
I en kommentar vurderede Hans Engell at udskiftningen var en svækkelse af De Radikale.
Fra et dansk energipolitisk synspunkt kunne der måske ses positivt frem til Vestagers post som konkurrencekommissær: Danmarks grønne energipolitik med PSO-støtten var under pres fra Europa-Kommissionen, hvor Kommissionen anså det danske støttesystem som traktatstridig og konkurrenceforvridende.
PSO-afgiften var da forventet til at indbringe den danske stat 47,2 milliarder kroner frem mod 2020.
En juraprofessor mente at sagen kunne gøre "utroligt ondt på Danmark" og kunne ikke udelukke at EU ville kræve at PSO-støtten skulle ændres med tilbagevirkende kraft.
Med Vestager på konkurrencekommissærposten skulle Danmarks Klima-, energi-, og bygningsminister Rasmus Helveg Petersen forhandle med sin partifælle og tidligere ministerkollega på den anden side af bordet, hvilket måske ville være "et lille lys i mørket" i sagen om PSO-støtten.
Dog ville Helveg Petersen helst have sagen afsluttet inden Vestager overtog posten, og Venstre frygtede at habilitetsproblemer kunne betyde at Vestager som konkurrencekommissær ikke kunne tilgodese danske hensyn.
Den 2. oktober 2014 foretog EU-Parlamentets økonomiudvalg en høring med en tre timer lang udspørgen af Vestager som en ud af 27 kommissærhøringer.
Hun slap vældig godt fra høringen, og Ritzau vurderede at hun var sikker på en enstemmig godkendelse som konkurrencekommissær ved den formelle udnævnelse tre uger senere.
Som EU-kommissær kom Vestager til at stå bag den store monopol-sag mod Google og sagen om Irlands skattemæssige favorisering af Apple for i alt 13 milliarder euro.

## Digter
Vestager står bag teksten til sangen Solhverv med førstelinjen "Nu truer mørket, det kommer stille".
Hendes bror Jacob Vestager Tybjerg har skrevet melodien.
I 2020 blev sangen optaget i Højskolesangbogens 19. udgave under nummeret 170.